# The Devil Put Dinosaurs Here
The Devil Put Dinosaurs Here – piąty album studyjny amerykańskiego zespołu muzycznego Alice in Chains, wydany 28 maja 2013 nakładem wytwórni Capitol. Nagrania odbyły się od września 2011 do listopada 2012 w Henson Recording Studios na terenie Los Angeles. Produkcją materiału ponownie zajął się Nick Raskulinecz. Prace nad płytą zostały opóźnione z powodu operacji barku, jakiej musiał poddać się gitarzysta Jerry Cantrell. Wydawnictwo promowane było przez trzy single – „Hollow”, „Stone” i „Voices”, do których zrealizowano teledyski.
15 czerwca album zadebiutował na 2. pozycji w zestawieniu Billboard 200. W 2014 został wyróżniony nominacją do nagrody Grammy w kategorii Best Engineered Album – Non Classical.

## Kontekst
W trakcie trwania trasy promującej Black Gives Way to Blue, Jerry Cantrell w wywiadzie dla MTV przyznał, że zespół rozważa nagranie w niedalekiej przyszłości piątego albumu studyjnego. „Mamy takie myśli. Zobaczymy, co z tego wyjdzie. Czujemy się bardzo dobrze w obecnej chwili, więc nie widzę powodu, dla którego miałoby się to nie stać”. William DuVall również odniósł się pozytywnie do planów nagraniowych. Muzyk stwierdził, że zespół gra obecnie dużą liczbę koncertów, ale jest bardzo podekscytowany planami na przyszłość. We wrześniu DuVall wyjawił w jednym z wywiadów, że zespół ma przygotowane sporo nowych riffów, które mają szansę być wykorzystane na nowym albumie. „Z dużym prawdopodobieństwem mogę uznać, że byłoby bez sensu zajść tak daleko, a potem wycofać się na kolejnych 15 lat”.
W 2011 muzycy zagrali cztery koncerty. 13 sierpnia wystąpili w Thackerville. 20 sierpnia grupa zagrała jako headliner w MTS Centre w ramach festiwalu Rock on the Range. 12 i 14 listopada członkowie zespołu zagrali dwa koncerty w Ameryce Południowej w ramach Maquinaria i SWU Festival.

## Nagrywanie
Zespół rozpoczął próbną sesję pod okiem Nicka Raskulinecza w lipcu 2011 w Ocean Studios w Burbank, mając gotowe trzy utwory. Muzyków odwiedziła w studiu wokalistka Heart, Ann Wilson, która na łamach magazynu „Classic Rock” wyznała, że nowy materiał brzmi „niesamowicie”. Ponieważ – według słów Raskulinecza – Cantrell odczuwał „zbyt dużą presję”, dla gitarzysty urządzono studio domowe w jego sypialni. Raskulinecz: „Musieliśmy zacząć z nim wszystko od podstaw. Rano wstawał, jadł płatki śniadaniowe i pisał utwory”. Prace wykończeniowe nad napisanymi utworami odbyły się w studiu Dave’s Room w północnym Hollywood. Cały proces przygotowawczy zakończył się we wrześniu, po czym muzycy rozpoczęli sesję w Henson Recording Studios w Los Angeles.

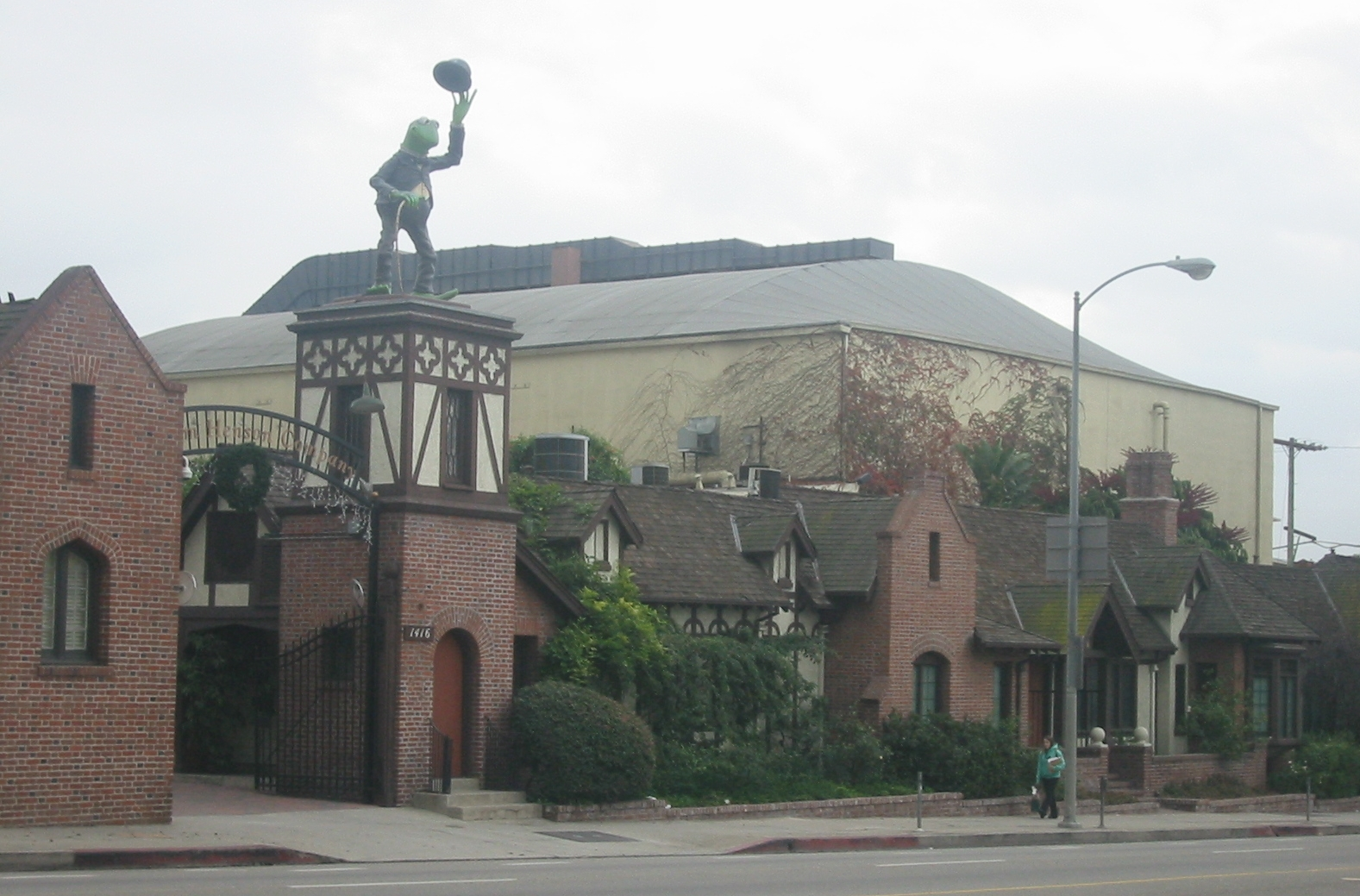
Henson Recording Studios, miejsce gdzie zarejestrowano album

Członkowie zespołu korzystali między innymi z kolumn Solid State Logic. Raskulinecz i inżynier dźwięku Paul Figueroa zdecydowali się na dodanie kolumn i głośników Neve, API oraz przedwzmacniacza Shadow Hills Industries Quad Gama do nagrania wokali i gitar. Do zarejestrowania partii perkusji użyto kompresora dynamiki Hairball Audio 1176 i przedwzmacniacza dźwiękowego Martech MSS-10. Raskulinecz: „Używałem przedwzmacniacza Martech przy każdym głównym wokalu na wszystkich albumach, które kiedykolwiek nagrałem. Martech jest szybki, mocny i czysty. Posiada również mnóstwo zapasu. Twój wokalista może mieć głos równie głośny i ciężki, jak Corey Taylor, albo cichy i delikatny jak Geddy Lee, a Martech znakomicie sprawdza się w obu skrajnych przypadkach”. Album cechuje się nasyceniem pogłosu, przypominając tym samym klimat wcześniejszych utworów grupy. Randy Staub, który zajął się procesem miksowania, wraz z Raskulineczem korzystali z efektu SoundToys. „Efekty SoundToys i Eventide należą do moich ulubionych. Kiedy występują harmonie partii wokalnych, wstawiałem wokalne opóźnienia i pogłosy. Próbowałem rozmaitych rzeczy, by można było poczuć przestrzeń i atmosferę i by brzmiało to naprawdę dobrze. W tytułowym utworze jest tego doskonały przykład. W pierwszym wersie idzie pogłos na głos. To naprawdę świetny zabieg” – stwierdził Raskulinecz.
Do nagrania ścieżek gitar, wokali i bębnów, Figueroa z producentem wykorzystali pogłosy płytowe. Partie perkusji zostały zarejestrowane za pomocą obróbki Pro Tools. W pierwszej kolejności swoje partie nagrywał Sean Kinney, następnie ścieżki gitary rejestrował Cantrell. Na końcu partie basu nagrywał Mike Inez. Po zarejestrowaniu ścieżek instrumentów, przystąpiono do nagrywania wokali. Cantrell rejestrował swoje partie korzystając z mikrofonów Soundelux 251. Figueroa: „Nie używamy podczas nagrywania wokali EQ, tylko mikrofonu, przedwzmacniacza mikrofonowego i kompresora”. DuVall wokale rejestrował używając mikrofonów Neumann U 47 i Shure SM7.
W trakcie sesji, Cantrell korzystał w głównej mierze z gitar G&L Rampage i kilku modeli Gibson Les Paul. DuVall korzystał z marek Gibson Les Paul i akustycznych modeli Gibson Hummingbird. Do uzyskania odpowiedniego dźwięku i harmonizacji partii gitar akustycznych, użyto wzmacniacza Vox AC30 z wykorzystaniem artykulacji tremolo. W trakcie procesu nagrań, korzystano ze wzmacniaczy gitarowych Bogner, Friedman, EVH oraz Vintage Marshall i Hiwatt. Wykorzystano także wzmacniacz 1968 Laney Clip.
Sesja nagraniowa została przerwana na pewien czas. Spowodowane to było koniecznością poddania się przez Cantrella operacji barku, która uniemożliwiała muzykowi grę na gitarze. „Moje ciało stworzyło dla mnie rodzaj wakacji, tak, że nie rzuciłem się od razu na powrót do pracy. Dobrze jest raz na jakiś czas zrobić sobie przerwę”.

## Analiza

### Muzyka
| „Nagraliśmy wyjątkową płytę, zupełnie inną od wszystkiego, co stworzyliśmy do tej pory. Idealnie odzwierciedla czas, w którym powstała. Słychać jest więc, jak zespół dojrzał i jak poszedł dalej, na nowe terytoria, których wcześniej nie odwiedzał. Nie straciliśmy jednak naszej tożsamości. Jest tu prawdziwy «brud», «syf», co jest jak najbardziej zamierzone. Staraliśmy się nagrać album, który nas zachwyci, jednocześnie wysoko postawiliśmy sobie poprzeczkę.”– Jerry Cantrell |

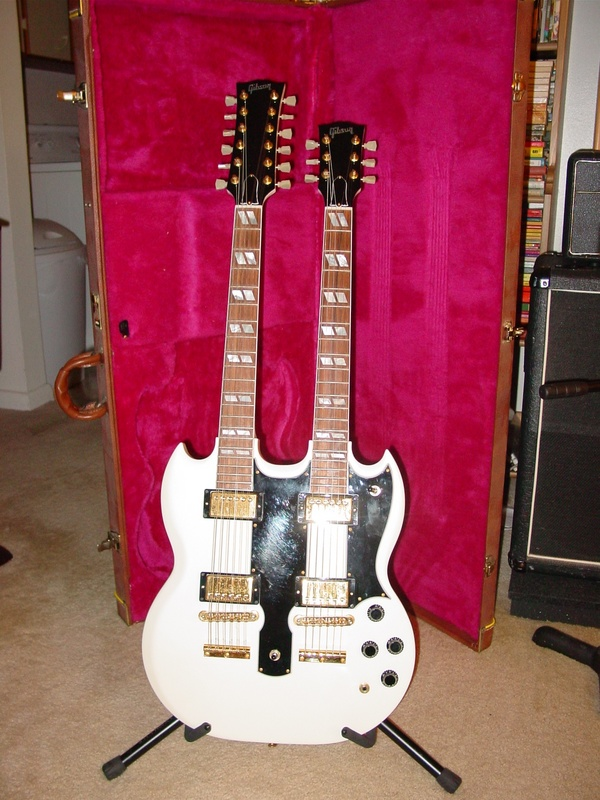
Do rejestracji utworu „Voices”, Cantrell wykorzystał model gitary Gibson EDS-1275

Cantrell w wywiadzie dla „Los Angeles Timesa” odniósł się do pomysłów na melodie wypełniające album. „To jak chodzenie po plaży i oglądanie ciekawych kamieni. Po roku czy po dwóch latach, zaglądasz do worka aby zobaczyć co już udało ci się zebrać. Niektóre z nich odrzucasz, a część staje się solidnym fundamentem, na którym możesz opierać nowe wizje”.
Riff do „Hollow” muzyk opracował podczas ostatniego koncertu na trasie Blackdiamondskye. Odnosząc się do „Pretty Done” przyznał: „W tym numerze akordy są przesuwane w górę. W rzeczywistości roboczy tytuł tego utworu to «Hillbilly High Rise». Zharmonizowane linie które wchodzą między wersami, są tradycją Iron Maiden, Judas Priest i Thin Lizzy, które korzystają z harmonii gitar”. DuVall opisując „Stone” stwierdził: „Numery takie jak ten, są trudne do grania i śpiewania, ale są one niczym katharsis – formą terapeutyczną”. Schemat budowy skomentował: „Jerry robił sobie jakieś jaja, grając odwrotne bicie kostką na akordzie E z podciągnięciem struny G. Powiedziałem mu wtedy: «możesz to powtórzyć?»”. Główny riff Cantrell wymyślił będąc w trakcie rehabilitacji po przebytej operacji barku. Odnosząc się do kompozycji „Voices” przyznał: „Napisałem ją miesiąc po lub zaraz po zakończeniu trasy promującej Black Gives Way to Blue”. Do nagrania charakterystycznego intro rozpoczynającego i outro kończącego utwór, Cantrell użył 6-strunowej gitary Gibson EDS-1275. Komentując warstwę brzmieniową „Lab Monkey” wyznał: „Pamiętam ten riff, pochodził z jednej z prób w Monmouth w New Jersey. Zapamiętałem to miasto, ponieważ jego nazwa była cholernie dziwna. Linia basowa to swego rodzaju klimat Geezera Butlera – pojedyncza linia basowa z nieco zniekształconym wzmacniaczem. Jest to również jedyny utwór na płycie, w którym do solówki wykorzystałem talk box”. Zdaniem muzyka „Low Ceiling” jest w dużej mierze inspirowany rockiem klasycznym. DuVall przyznał, że słychać w nim echa takich wykonawców jak Crosby, Stills and Nash i Elton John. „Breath on a Window” Cantrell przyrównał do brzmienia Black Sabbath i Lynyrd Skynyrd: „Posiada on ten charakterystyczny środkowy podział, który jest rozpoznawalny dla Sabbath i Skynyrd”. DuVall opisując „Phantom Limb” przyznał: „Do nagrania solówki użyłem jednego z moich modeli Gibson Les Paul z wykorzystaniem wzmacniacza Friedman”. Podstawowy riff w „Hung on a Hook” Cantrell opracował podczas europejskiej części trasy. Do rejestracji zamykającego album „Choke”, muzycy wykorzystali akustyczne gitary Guild i model Gibson Hummingbird.

### Teksty
Odnosząc się do warstwy lirycznej, Eleanor Goodman napisała na łamach „Kerrang!”, że „często zawiera [ona] zdenerwowane teksty, zmysły frustracji i klaustrofobii”. Jako przykład autorka podała kompozycje „Pretty Done” i „Low Ceiling”. W dalszej części dodała: „Jerry tradycyjnie napisał utwory o jego relacjach z członkami zespołu, miłości i rodzinie”.
DuVall komentując lirykę do „Stone” stwierdził: „Wydaje mi się, że jest to tekst mówiący o konfrontacji błędnych wyobrażeń. Wydaje ci się, że znasz mnie? Nie, nie znasz”. Odnosząc się do tematyki tytułowego utworu wyznał: „Widzisz, wybrani urzędnicy mówią w mediach krajowych rzeczy, w które po prostu niekiedy trudno uwierzyć, i to co się dzieje na co dzień. Komu dziś można zagwarantować ochronę zgodnie z przysługującym mu prawem? Poczuliśmy odpowiedni czas, aby zacząć to komentować”. Cantrell w następujący sposób odniósł się do interpretacji słów tytułowej kompozycji: „Religia sprawia, że ludzie robią cholernie głupie rzeczy. Nie potrafię zrozumieć tego, że według niektórych wiedza to zło, że identyfikują ją z szatanem. Ludzkość się rozwija, ale był czas, kiedy była pewna, że Ziemia jest płaska. I zanim wszyscy zaakceptowali fakt, że jest inaczej, wielu ludzi musiało za to ponieść śmierć. Ale na przykład spór między kreacjonistami a ewolucjonistami toczy się i dzisiaj, chociaż ewolucja została udowodniona i nie ma się już o co kłócić. Niektórzy ludzie nie potrafią popatrzeć na fakty i powiedzieć: «ok, pomyliłem się»”. DuVall przyznał, że tekst do „Phantom Limb” reprezentuje więcej surwiwalizmu. „Każdy z nas przeżył zdarzenie, gdzie mógł poczuć się jak główny bohater filmu 127 godzin – górski wspinacz, który wpadł w pułapkę i w konsekwencji był zmuszony uciąć sobie dłoń – więc pisałem to z tej perspektywy”.

## Oprawa graficzna
W pierwotnym założeniu okładka albumu przedstawiała czaszkę triceratopsa na czerwonym tle. Za pomocą techniki steganografii została dodatkowo ukryta druga czaszka, która w połączeniu z pierwszą tworzy wizerunek diabła. Tytuł The Devil Put Dinosaurs Here stanowi aluzję do wierzeń pewnych religijnych osób, według których kości dinozaurów umieścił w głębi ziemi szatan, aby zwodzić ludzkość. Cantrell komentując teorię stwierdził: „Ludzie wierzą w dużo gorsze bzdury. A ja mogę się tylko z tego śmiać, no bo co innego mi pozostaje?”. Wnętrze książeczki płyty przedstawia nakładające się na siebie czaszki dinozaurów (pachycefalozaury i ankylozaury). Projektantem i wykonawcą oprawy graficznej jest Ryan Clark.

## Wydanie
13 lutego za pośrednictwem oficjalnego konta zespołu na Facebooku, zamieszczono anagram składający się z zestawu liter H V L E N T P S U S D A H I E E O E D T I U R R, z których po prawidłowym ułożeniu, można było uzyskać tytuł nowego albumu. Dzień później poinformowano, że będzie on brzmiał The Devil Put Dinosaurs Here, a jego premiera odbędzie się w maju.
W marcu członkowie zespołu wystąpili w 11-minutowym mockumencie AIC 23, w którym odpowiadali w formie żartobliwej na pytania zadawane przez profesora filmoznawstwa Alana Poole’a McLarda (William Earl Brown), który planuje zrealizować film dokumentalny o zespole Alice in Chains. Mockument ilustrowany był fragmentami utworów – „Hollow”, „Stone” oraz premierowo „Voices” i „Phantom Limb”. Premiera mockumentu odbyła się 3 kwietnia na kanale Funny or Die.
Album The Devil Put Dinosaurs Here ukazał się 28 maja nakładem Capitol. Promowany był przez trzy single – „Hollow”, „Stone” i „Voices”. Dwie pierwsze kompozycje osiągnęły najwyższą lokatę na Mainstream Rock Songs. Do wszystkich singli zostały zrealizowane teledyski. 6 września został opublikowany wideoklip do tytułowego utworu. 28 października 2014 za pośrednictwem platformy BitTorrent Bundle, zespół udostępnił teledysk do „Phantom Limb”.

## Odbiór

### Krytyczny
| Zagregowane recenzje | Zagregowane recenzje | Zagregowane recenzje | Zagregowane recenzje | Zagregowane recenzje |
| Wydawca              | Ocena                |                      |                      |                      |
| -------------------- | -------------------- | -------------------- | -------------------- | -------------------- |
| Metacritic           | 70/100               |                      |                      |                      |
| Recenzje             |                      |                      |                      |                      |
| Wydawca              | Ocena                |                      |                      |                      |
| AllMusic             | [ 2 ]                |                      |                      |                      |
| „Classic Rock”       | [ 28 ]               |                      |                      |                      |
| „Kerrang!”           | [ 29 ]               |                      |                      |                      |
| Loudwire             | [ 30 ]               |                      |                      |                      |
| „NME”                | [ 31 ]               |                      |                      |                      |
| Pitchfork            | 5.9/10               |                      |                      |                      |
| PopMatters           | 8/10                 |                      |                      |                      |
| „Premier Guitar”     | [ 34 ]               |                      |                      |                      |
| „Q”                  | [ 35 ]               |                      |                      |                      |
| „Rolling Stone”      | [ 36 ]               |                      |                      |                      |
| „Spin”               | [ 37 ]               |                      |                      |                      |
| „Teraz Rock”         | [ 38 ]               |                      |                      |                      |
| „Total Guitar”       | [ 3 ]                |                      |                      |                      |

Album otrzymał w większości pozytywne opinie. Na podstawie ocen z recenzji na stronie Metacritic, zliczono średnią przedstawiającą przyjęcie płyty przez medium krytyków. The Devil Put Dinosaurs Here osiągnął wynik 70/100, co pozwala sklasyfikować go jako „ogólnie przychylne recenzje”.
Stephen Thomas Erlewine z AllMusic przyznał albumowi trzy gwiazdki na pięć możliwych. Swoją ocenę motywował: „The Devil Put Dinosaurs Here swoim brzmieniem bardzo mocno nawiązuje do Black Gives Way to Blue. Momentami można odnieść wrażenie pewnych różnic, w postaci lżejszych utworów. «Scalpel» swym brzmieniem nawiązuje do klimatu panującego na minialbumie Jar of Flies, a także dysponuje najbogatszą melodią. Widać także nawiązania do rozwiązań panujących na Dirt. Album cechuje się harmonizacją linii wokalnych, charakterystycznym brzmieniem gitar, a także precyzją w postaci produkcji. Ten cyfrowy połysk nie był nawet widoczny tak dobrze na poprzednim wydawnictwie. To dodaje albumowi rozległej przestrzeni, dzięki czemu nie ma się tak klaustrofobicznego odczucia jak wcześniej”. Chad Childers z Loudwire przyznał: „The Devil Put Dinosaurs Here weteranów rocka udowadnia, że zespół wciąż jest w stanie utrzymać swoją doskonałość”. Autor podkreślił, że utwory takie jak „Low Ceiling” czy „Breath on a Window”, stanowią doskonałą, alternatywną odskocznię od cięższych kompozycji”. Stephen M. Deusner z Pitchfork wyraził mieszaną opinię, przyznając, że główną wadą albumu jest jego długość. Deusner stwierdził, że z uwagi na to, iż każdy utwór trwa więcej jak 5 minut, często grzebie swoje najlepsze chwile, przez co występuje tutaj zbyt duża liczba powtórzeń, a zbyt mała zaskoczeń.
Cole Waterman z PopMatters ocenił album na osiem gwiazdek, argumentując: „Solidna, ale nie super. Album spełnia swój podstawowy cel, jakim jest zadbanie o nazwę zespołu”. Jordan Wagner z „Premier Guitar” napisał: „Ogólnie rzecz biorąc, album nie zgadza się z dzikością Dirt lub Facelift, ale nie został on napisany w taki sposób. The Devil Put Dinosaurs Here jest bohatersko eksperymentalny ze stylistycznymi kulminacjami ponad dwóch dekad tworzenia muzyki (…) To wciąż fantastyczny album z dużą liczbą pięknych chwil”. Z kolei Jon Dolan z „Rolling Stone’a” napisał, że „tym albumem, zespół udowodnił swoją siłę i doświadczenie”. Recenzent pochwalił także grę Cantrella, przywołując na myśl takie utwory jak „Hollow” i „Pretty Done”. Dolan podkreślił również ważną rolę, jaką odgrywają zharmonizowane linie wokalne, a śpiew DuValla w refrenach „Phantom Limb” porównał do mrocznego stylu Layne’a Staleya. Chris Kompanek z „The Washington Post” napisał: „Cień Staleya będzie prawdopodobnie zawsze wisieć nad Alice in Chains. Ale Diabeł pokazuje zespół, obejmując jego dziedzictwo, które nie będzie przygniecione przez niego. Grunge’ową nostalgię zawsze można wyczuć na albumach takich jak Dirt, ale teraz Cantrell również daje nam powód jakiego oczekujemy”.

### Komercyjny
W pierwszym tygodniu od momentu premiery, album uzyskał nakład sprzedaży na poziomie 61 tys. egzemplarzy w Stanach Zjednoczonych. 15 czerwca zadebiutował na 2. pozycji w zestawieniu Billboard 200, gdzie notowany był łącznie przez 15 tygodni. The Devil Put Dinosaurs Here uplasował się także na czołowych lokatach list w Australii (10. pozycja), Finlandii (6. pozycja) i Norwegii (6. pozycja). W przeciągu dwóch miesięcy od premiery, płyta sprzedała się w 120 tys. egzemplarzy.

### Nagrody i nominacje
W 2013 The Devil Put Dinosaurs Here został wyróżniony nominacją do Loudwire Music Award w kategorii Rock Album of the Year. Wyróżnienie otrzymał także „Hollow”, nominowany w dwóch kategoriach – Rock Song of the Year i Rock Video of the Year. W 2014 Randy Staub uzyskał nominację do kanadyjskiej Juno Award w kategorii Recording Engineer of the Year za utwór „Hollow”. Album został wyróżniony nominacją do nagrody Grammy w kategorii Best Engineered Album – Non Classical.

### Zestawienia
| Rok  | Tytuł                                        | Publikacja     | Pozycja |
| ---- | -------------------------------------------- | -------------- | ------- |
| 2013 | „10 najlepszych rockowych albumów 2013 roku” | Loudwire       | 1       |
| 2013 | „50 najlepszych albumów 2013 roku”           | „Metal Hammer” | 30      |

## Promocja

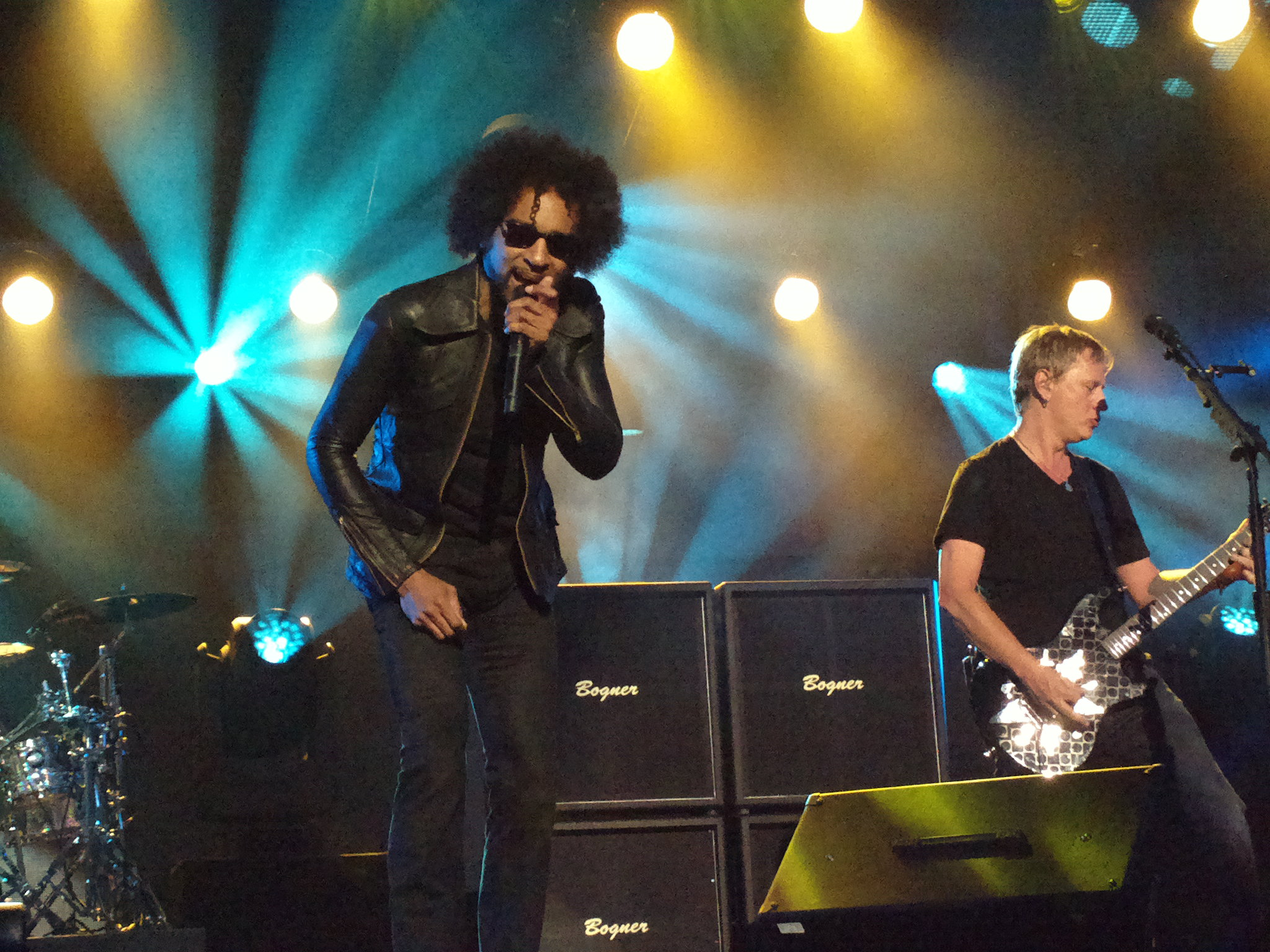
Alice in Chains podczas występu w Jimmy Kimmel Live!, 10 kwietnia 2013

10 kwietnia zespół wystąpił w programie Jimmy Kimmel Live!, podczas którego na żywo zadebiutowały „Hollow” i „Stone”. Trasa The Devil Put Dinosaurs Here Tour rozpoczęła się 25 kwietnia. Pierwszy etap trwał do maja i składał się z 22 koncertów.
W wywiadzie udzielonemu Blabbermouth.net Cantrell na pytanie czemu zespół na majowych koncertach nie gra więcej utworów z nowego albumu stwierdził, że w dawnych czasach taka praktyka była często stosowana. „Wraz z pojawieniem się internetu i możliwości udostępniania, nie można zrobić więcej. Gramy na koncertach obecnie «Hollow» oraz «Stone». Niedawno zaczęliśmy grać również «Phantom Limb». Kiedy promowaliśmy Facelift, na trasie graliśmy prawie pół materiału, który potem znalazł się na Dirt. To oczywiście fajna rzecz, ale nie masz w tym prawie żadnej kontroli nad swoją muzyką. Wolimy zaczekać aby uzyskać najlepszą wersję jakości tego co stworzyliśmy, zanim zaczną pojawiać się gówniane wersje na iPhone’a z gównianych imprez”.
Od sierpnia do września zespół występował jako headliner w ramach Uproar Festival. W połowie września muzycy rozpoczęli kolejny etap trasy, koncertując w państwach Ameryki Południowej. Zespół wystąpił w ramach Rock in Rio w Brazylii, a także po raz pierwszy w swej historii odwiedził Argentynę i Peru. W listopadzie muzycy zagrali serię sześciu występów w Wielkiej Brytanii. Od 22 lutego do 3 marca zespół koncertował w Australii, występując po raz drugi w ramach Soundwave Festival. Kontynuację tournée stanowiły koncerty na kontynencie azjatyckim, w Ameryce Północnej i Europie w ramach Sonisphere Festival.

## Lista utworów
| Nr  | Tytuł utworu                   | Autorzy                                   | Długość |
| --- | ------------------------------ | ----------------------------------------- | ------- |
| 1.  | „Hollow”                       | Jerry Cantrell                            | 5:41    |
| 2.  | „Pretty Done”                  | Cantrell                                  | 4:35    |
| 3.  | „Stone”                        | Cantrell                                  | 4:22    |
| 4.  | „Voices”                       | Cantrell                                  | 5:42    |
| 5.  | „The Devil Put Dinosaurs Here” | Cantrell • Mike Inez • Sean Kinney        | 6:38    |
| 6.  | „Lab Monkey”                   | Cantrell                                  | 5:58    |
| 7.  | „Low Ceiling”                  | Cantrell • Inez • Kinney                  | 5:15    |
| 8.  | „Breath on a Window”           | Cantrell                                  | 5:19    |
| 9.  | „Scalpel”                      | Cantrell • Inez • Kinney                  | 5:21    |
| 10. | „Phantom Limb”                 | William DuVall • Cantrell • Inez • Kinney | 7:07    |
| 11. | „Hung on a Hook”               | Cantrell                                  | 5:34    |
| 12. | „Choke”                        | Cantrell • Inez • Kinney                  | 5:44    |
|     |                                |                                           | 1:07:16 |

## Personel
Opracowano na podstawie materiału źródłowego:
|  | Alice in Chains - William DuVall – śpiew, gitara rytmiczna, gitara prowadząca („Phantom Limb”), gitara akustyczna, wokal wspierający - Jerry Cantrell – śpiew, gitara rytmiczna („Phantom Limb”), gitara prowadząca, gitara akustyczna, wokal wspierający, talk box („Lab Monkey”) - Mike Inez – gitara basowa - Sean Kinney – perkusja | Produkcja - Producent muzyczny: Nick Raskulinecz - Inżynier dźwięku: Paul Figueroa - Miksowanie: Randy Staub w Henson Recording Studios, Los Angeles - Mastering: Ted Jensen w Sterling Sound, Nowy Jork Oprawa graficzna - Dyrektor artystyczny: Ryan Clark - Dyrektor kreatywny: Nicole Frantz - Zdjęcia: Kabacchi & Ballista Management - A&R: Ronette Bowie, Ryan Del Vecchio - Marketing: Bob Semanovich, Dennis Stainken - Zarządzanie: David Benveniste |

## Pozycje na listach

### Album
| Lista (2013)                                         | Pozycja |
| ---------------------------------------------------- | ------- |
| Alben Top 100 (Szwajcaria)                           | 11      |
| Album Top 40 (Dania)                                 | 14      |
| Album Top 100 (Holandia)                             | 52      |
| Albums Chart Top 100 (Szkocja)                       | 21      |
| Billboard 200 (Stany Zjednoczone)                    | 2       |
| Billboard Canadian Albums (Kanada)                   | 2       |
| Billboard Top Alternative Albums (Stany Zjednoczone) | 1       |
| Billboard Top Digital Albums (Stany Zjednoczone)     | 5       |
| Billboard Top Hard Rock Albums (Stany Zjednoczone)   | 1       |
| Billboard Top Rock Albums (Stany Zjednoczone)        | 1       |
| Billboard Top Tastemaker Albums (Stany Zjednoczone)  | 2       |
| Czech Albums Chart (Czechy)                          | 31      |
| Finland Albums Top 50 (Finlandia)                    | 6       |
| France Albums Top 150 (Francja)                      | 67      |
| Italy Albums Top 100 (Włochy)                        | 56      |
| NZ Top 40 Albums Chart (Nowa Zelandia)               | 12      |
| OLiS (Polska)                                        | 13      |
| Oricon Albums Chart (Japonia)                        | 70      |
| Spain Albums Top 100 (Hiszpania)                     | 56      |
| Sverigetopplistan (Szwecja)                          | 35      |
| Top 100 Album Charts (Niemcy)                        | 23      |
| Top 100 Artists Album (Irlandia)                     | 24      |
| Top 40 Album (Węgry)                                 | 28      |
| Top 40 Official UK Albums (Wielka Brytania)          | 22      |
| Top 50 Albums (Australia)                            | 10      |
| Top-75 Albums Sales Chart (Grecja)                   | 28      |
| Top of the Shops (Chorwacja)                         | 17      |
| Topp 40 Album (Norwegia)                             | 6       |
| Ultratop 200 Albums (Belgia)                         | 52      |
| Ultratop 200 Albums (Wa) (Belgia)                    | 33      |
| Ö3 Austria Top 40 (Austria)                          | 14      |

### Notowania końcoworoczne
| Lista (2013)                      | Pozycja |
| --------------------------------- | ------- |
| Billboard 200 (Stany Zjednoczone) | 188     |

### Single
| Rok                                            | Singel   | Najwyższa pozycja     | Najwyższa pozycja         | Najwyższa pozycja | Najwyższa pozycja | Najwyższa pozycja |
| Rok                                            | Singel   | USA Alternative Songs | USA Mainstream Rock Songs |                   |                   |                   |
| ---------------------------------------------- | -------- | --------------------- | ------------------------- | ----------------- | ----------------- | ----------------- |
| 2012                                           | „Hollow” | 23                    | 1                         |                   |                   |                   |
| 2013                                           | „Stone”  | –                     | 1                         |                   |                   |                   |
| 2013                                           | „Voices” | –                     | 3                         |                   |                   |                   |
| „–” oznacza, że utwór nie dostał się na listę. |          |                       |                           |                   |                   |                   |